# Roland Grönros
Nils Roland Grönros, född 10 juli 1948 i Nacka, Stockholms län, är en svensk skådespelare och ljudtekniker. 
Arbetade även som servicetekniker på amerikanska Digital Equipment Corporation, DEC, (på den tiden världens näst största datorföretag efter IBM) i slutet på 70-talet och början på 80-talet.

## Filmografi

### Roller

#### Film
- 1965 - Modiga mindre män - storebror Jocke Johansson

#### TV-serier
- 1963 - Villervalle i Söderhavet - sonen Villervalle

### Ljudtekniker
- 1970 - Pippi Långstrump på de sju haven
- 1970 - På rymmen med Pippi Långstrump
- 1971 – Emil i Lönneberga
- 1972 – Nya hyss av Emil i Lönneberga

### B-ljud
- 1966 - Tjorven och Mysak
- 1967 - Skrållan, Ruskprick och Knorrhane